# Nintendo DSi system software
El software del sistema Nintendo DSi es un  conjunto discontinuado  de firmware  actualizables y una interfaz de software para la consola portátil Nintendo DSi (incluida su variante XL). Las actualizaciones, que se descargan a través una conexión a Internet vía WIFI, permiten a Nintendo agregar y eliminar funciones y  al software. Todas las actualizaciones también incluyen todos los cambios de actualizaciones anteriores y cada una añadía funciones que impedían el uso de flashcards R4.

## Tecnología

### Interfaz de usuario
La interfaz de usuario de la Nintendo DSi fue rediseñada con respecto a las versiones anteriores de  Nintendo DS y la Nintendo DS Lite. La interfaz de usuario de la DSi consiste en una única fila de iconos por los que se puede navegar deslizando el lápiz táctil o la cruceta sobre ellos. Desde el menú de inicio, el usuario puede tomar una fotografía en cualquier momento presionando los botones superiores (L/R). Luego, la imagen se muestra en la pantalla superior del menú de inicio. Mientras el sistema está encendido, el botón de encendido actúa como un botón de reinicio que devuelve al usuario al menú de inicio de la consola.
La Nintendo DSi proporciona algunas aplicaciones pre instaladas. Inicialmente, los usuarios pueden acceder a cinco programas desde el menú principal: DSi Camera  permite tomar imágenes y aplicar varios filtros, DSi Sound  funciona como grabador y editor de sonido (junto con un reproductor de música AAC de baja tasa de bits). Las características incluyen ecualizadores y moduladores temáticos que modifican la voz del usuario para que suene similar a la de un robot o un periquito (Toy Story 3 es el único juego mejorado para DSi que utiliza el motor modulador de audio de DSi), DSi Shop serviría como el Canal Tienda Wii. que permitió comprar software y  descargar contenido (hoy descontinuado), PictoChat y Download Play. El menú de la DSi es similar a la interfaz de la Nintendo Wii en el esquema de colores el uso de música para todos los menús y la tienda virtual para añadir juegos o software.

### Funciones multimedia
A diferencia de las consolas portátiles anteriores de Nintendo, como la Nintendo DS y la Nintendo DS Lite, la Nintendo DSi incluye un reproductor de música incorporado. el software DSi Sound se divide en dos modos: grabación de voz y reproducción de música. Ambos ofrecen un aspecto de entretenimiento debido a las herramientas y fuiciones de personalización incluidos por Nintendo. El modo de grabación permite a los usuarios grabar como máximo 18 clips de una duración máxima de 10 segundos. Una vez que hayan grabado un clip, pueden jugar con él de varias maneras. Por ejemplo, los usuarios pueden hacer que el clip se reproduzca hacia atrás o hacia adelante, aislar la pista en secciones usando la repetición AB y modificar la velocidad y el tono arrastrando un puntero en una cruz. También pueden aplicar 12 efectos al clip, que pueden utilizarse para transformar el sonido. El modo de reproducción de música también tiene muchas opciones de reproducción. Una vez cargada una canción, los usuarios pueden cambiar la velocidad y el tono como en el modo de grabación. También pueden superponer las grabaciones que se han realizado en el modo de grabación a las canciones en cualquier momento. Además, Nintendo proporciono un conjunto de efectos de sonido que pueden seleccionarse rápidamente mediante el uso del lápiz y luego insertarse libremente utilizando los botones superiores.
A diferencia de la aplicación DSi Camera incorporada, que no permite la reproducción ningún archivo que no fuera generado por el propio DSi, la aplicación DSi Sound no tiene esta restricción cuando se trata de archivos y estructura de directorios. almacenando  archivos en una estructura de directorio de varios niveles en la raíz de la  tarjeta SD, la DSi los analiza instantáneamente y muestra todos los directorios internos para un acceso rápido. Durante la reproducción, los usuarios tienen acceso a funciones como avance, rebobinado y controles de volumen. Nintendo presumiblemente imaginó el DSi Sound com una forma para que los usuarios sustituyeran los iPod o reproductores. Sin embargo, la aplicación DSi Sound tiene varios inconvenientes importantes y es que no es compatible con formatos de consumo masivo como MP3, Flac, wma . En cambio, el reproductor sólo admite el formato AAC con extensiones de nombre de archivo .mp4, .m4a o .3GP. Además, en comparación con la PlayStation Portable de Sony, es más difícil conectar la DSi a un PC, ya que el sistema no tiene puerto USB. Para transferir música y podcasts, los usuarios deberán quitar la tarjeta SD y conectarla directamente a su PC, además no permita el uso del software en modo reposo, siendo incómodo su uso, cosas corregidas en su versión para 3ds

### Funciones de Internet
Una de las principales novedades de Nintendo DSi aporto a la familia Nintendo DS es la conectividad de red completa. A diferencia de las Nintendo DS y Nintendo DS Lite originales, que solo contaban con una conectividad limitado a funciones en Internet de los juegos, el contenido descargable y las actualizaciones de firmware fueron las novedades de venta para la DSi, similar a las consolas Wii y PlayStation Portable de Sony. Por ejemplo, cuando los usuarios encienden el sistema por primera vez y hacen clic en el ícono DSi Shop en el menú principal, se les solicita inmediatamente que ejecuten una actualización de firmware. La Nintendo DSi admite el cifrado inalámbrico WEP, WPA (AES / TKIP) y WPA2 (AES/TKIP);  solo cierto software con soporte integrado puede usar los dos últimos tipos de cifrado, ya que era software  diseñado para la DS y la DS Lite.
Con la aplicación DSi Shop los usuarios pueden adquirir varios títulos de DSiWare. La linda música y la interfaz en forma de bloques son algo similares a la contraparte de Wii. Los usuarios pueden iniciar sesión permanentemente con su cuenta del Club Nintendo para realizar un seguimiento de las recompensas de compra, y la interfaz de compras principal también permite a los usuarios agregar puntos DSi y leer el manual de la tienda DSi. Al igual que con las actualizaciones de firmware, la experiencia de compra de DSi es bastante similar a la de Wii, aunque un gran problema con DSi Shopping es su baja velocidad.
Además, al igual que las anteriores Nintendo DS y DS Lite, la Nintendo DSi incluía un navegador web integrado en la consola, a diferencia de las anteriores que se vendía por separado. era es una versión mobile del navegador Opera. Tiene soporte para el objeto canvas HTML5 y opacidad CSS. Sin embargo, estas funciones tienen limitaciones. Además de las lentas velocidades de descarga, el navegador tiene dificultades para renderizar las páginas. Por ejemplo, muchas páginas no se cargaran completamente y no es compatible con archivos de video, archivos de música o Adobe Flash indispensable para sitios multimedia. Nintendo Life calificó el navegador con 7/10 puntos, diciendo que "vale la pena tenerlo" a pesar de sus limitaciones y que es una mejora respecto de la versión para Nintendo DS.

### DSiWare y compatibilidad con versiones anteriores
En la Nintendo DSi, hubo ciertos juegos y aplicaciones diseñados específicamente para la consola y disponibles para descargar a través de la Tienda DSi, conocida como DSiWare. Dado que estos juegos y aplicaciones están diseñados específicamente para la Nintendo DSi, no son compatibles con las consolas originales Nintendo DS o Nintendo DS Lite (algunos son compatibles mediante TWiLight Menu++ pero solo algunos). La Nintendo DSi fue la primera consola portátil de Nintendo con bloqueo regional, lo que impide el uso de cierto software lanzado para otra región, a diferencia de los modelos originales de Nintendo DS. la Nintendo DSi es compatible con la mayoría de los juegos originales de Nintendo DS, y el software de cartucho compatible con modelos anteriores, incluidos los juegos originales de DS, la navegación por Internet y el uso compartido de fotografías no están bloqueados por región. la Nintendo 3DS, también adoptó este enfoque y, como resultado, todos los juegos de la 3DS están bloqueados en una región determinada, los juegos originales de DS siguen estando libres de región. se lanzaron juegos  "DSi-enhanced" que contienen características exclusivas de DSi, pero que aún pueden jugarse con modelos anteriores de Nintendo DS. Si bien la mayoría de los juegos de DS pueden ejecutarse en la DSi, la DSi no es compatible con versiones anteriores de juegos de Game Boy Advance (GBA) o juegos de DS que requieren una ranura GBA, ya que la propia DSi carece de dicha ranura, Debido a esta ausencia, la DSi tampoco es compatible con versiones anteriores de accesorios que requieren la ranura GBA, como el Nintendo DS Rumble Pak. Los cartuchos flash diseñados para modelos DS anteriores son incompatibles con la DSi, pero con el tiempo se lanzaron cartuchos flash  capaces de ejecutar software DS (o incluso DSiWare) en una DSi. Si bien los usuarios no pueden transferir software de  DSiWare adquirido en las consolas Nintendo DSi entre unidades, la mayoría de los juegos de  DSiWare se pueden transferir a una Nintendo 3DS,. Al igual que la Nintendo DSi, la Nintendo 3DS es compatible con la mayoría del software de Nintendo DS y Nintendo DSi.

## Historial de actualizaciones
Esta es una lista de las principales actualizaciones lanzadas para la Nintendo DSi.
| lanzamientos de actualizaciones del sistema Nintendo DSi | lanzamientos de actualizaciones del sistema Nintendo DSi | lanzamientos de actualizaciones del sistema Nintendo DSi | lanzamientos de actualizaciones del sistema Nintendo DSi | lanzamientos de actualizaciones del sistema Nintendo DSi |
| Versión del sistema                                      | Versión del sistema (China/Corea)                        | Región | Año de lanzamiento                                       | nota |
| -------------------------------------------------------- | -------------------------------------------------------- | --- | -------------------------------------------------------- | --- |
| 1.4.5                                                    | 1.4.6                                                    | Bandera de Estados Unidos · Bandera de Japón · Bandera de Unión Europea · Bandera de Australia · Bandera de la República Popular China · Bandera de Corea del Sur | 11 de diciembre de 2012 - 13 de diciembre de 2012        | Versión final. Novena actualización en consolas japonesas, sexta actualización en consolas de EE. UU./Europa/Australia, quinta actualización en consolas chinas/coreanas. - Cambios entre bastidores para bloquear flash cartridges. adicionales de Nintendo DS. |
| 1.4.4                                                    | 1.4.5                                                    | Bandera de Estados Unidos · Bandera de Japón · Bandera de Unión Europea · Bandera de Australia · Bandera de la República Popular China · Bandera de Corea del Sur | 22 de marzo de 2012                                      | Octava actualización para consolas japonesas, quinta actualización para consolas de EE. UU./Europa/Australia, cuarta actualización para consolas chinas/coreanas. - Cambios entre bastidores para bloquear los exploits de los cartuchos de Nintendo DSi. |
| 1.4.3                                                    | 1.4.4                                                    | Bandera de Estados Unidos · Bandera de Japón · Bandera de Unión Europea · Bandera de Australia · Bandera de la República Popular China · Bandera de Corea del Sur | 29 de junio de 2011                                      | Séptima actualización para consolas japonesas, sexta actualización para consolas de EE. UU./Europa/Australia, cuarta actualización para consolas chinas/coreanas. - Cambios entre bastidores para bloquear los exploits de los cartuchos de Nintendo DSi. |
| 1.4.2                                                    | 1.4.3                                                    | Bandera de Estados Unidos · Bandera de Japón · Bandera de Unión Europea · Bandera de Australia · Bandera de la República Popular China · Bandera de Corea del Sur | 10 de mayo de 2011                                       | Sexta actualización para consolas japonesas, tercera actualización para consolas de EE. UU./Europa/Australia, segunda actualización para consolas chinas/coreanas. - Cambios detrás de escena para bloquear exploits de DSiWare basados en guardados de juegos. - Cambios entre bastidores para bloquear cartuchos flash adicionales de Nintendo DS. |
| 1.4.1                                                    | 1.4.2                                                    | Bandera de Estados Unidos · Bandera de Japón · Bandera de Unión Europea · Bandera de Australia · Bandera de la República Popular China · Bandera de Corea del Sur | 7 de septiembre de 2010                                  | Quinta actualización para consolas japonesas, segunda actualización para consolas de EE. UU., Europa y Australia, primera actualización para consolas chinas y coreanas - Cambios entre bastidores para bloquear cartuchos flash adicionales de Nintendo DS |
| 1.4                                                      | 1.4.1                                                    | Bandera de Estados Unidos · Bandera de Japón · Bandera de Unión Europea · Bandera de Australia · Bandera de la República Popular China · Bandera de Corea del Sur | 30 de julio de 2009 - 3 de agosto de 2009                | Cuarta actualización para consolas japonesas, primera actualización para consolas de EE. UU./Europa/Australia, versión inicial preinstalada en consolas chinas/coreanas. Se agregó integración de Facebook a la aplicación Cámara Nintendo DSi. (EE. UU./Japón/Europa/Australia únicamente) Aumenta la velocidad de visualización de fotografías en la aplicación Cámara Nintendo DSi. Actualiza la aplicación Nintendo DSi Browser. Cambios entre bastidores para bloquear los cartuchos flash de Nintendo DS. |
| 1.3                                                      |                                                          | Bandera de Estados Unidos · Bandera de Japón · Bandera de Unión Europea · Bandera de Australia                                                                    | 26 de marzo de 2009 - 5 de abril de 2009                 | Tercera actualización para consolas japonesas, versión inicial preinstalada en consolas de EE. UU., Europa y Australia. - Agrega la función "Buscar software" a la Tienda Nintendo DSi. - Hace coincidir los efectos de sonido de los botones L/R con el volumen de la música en Nintendo DSi Sound. |
| 1.2                                                      |                                                          | Bandera de Japón | 18 de diciembre de 2008 - 3 de abril de 2009             | Segunda actualización para consolas japonesas. - Cambios realizados para la distribución de DSiWare pago |
| 1.1                                                      |                                                          | Bandera de Japón |                                                          | Primera actualización para consolas japonesas. - La Tienda Nintendo DSi ya está disponible. |
| 1.0                                                      |                                                          | Bandera de Japón | 1 de noviembre de 2008                                   | Versión inicial preinstalada en consolas japonesas. |